# Campionato sudamericano femminile di pallacanestro 2005
Il 29º Campionato dell'America Meridionale Femminile di Pallacanestro (noto anche come FIBA South American Championship for Women 2005) si è svolto dal 6 al 12 luglio 2005 a Bogotà, in Colombia. Il torneo è stato vinto dalla nazionale brasiliana.

## Squadre partecipanti
- Argentina
- Brasile
- Cile
- Colombia
- Ecuador
- Paraguay
- Venezuela

## Classifica finale
| Pos | Squadra   | V-P |
| --- | --------- | --- |
|     | Brasile   | 6-0 |
|     | Colombia  | 5-1 |
|     | Argentina | 4-2 |
| 4   | Venezuela | 3-3 |
| 5   | Cile      | 2-4 |
| 6   | Paraguay  | 1-5 |
| 7   | Ecuador   | 0-6 |